# Oreosoma
Oreosoma is een monotypisch geslacht van straalvinnige vissen uit de familie van oreos (Oreosomatidae). Het geslacht is voor het eerst wetenschappelijk beschreven in 1829 door Cuvier.

## Soort
- Oreosoma atlanticum Cuvier, 1829